# 李兆麟 (光緒進士)
李兆麟（?—?），河南省南陽府葉縣人，清朝政治人物、同進士出身。
光緒二十年（1894年），参加光緒甲午科殿試，登進士三甲106名。同年五月，授内阁中书。